# 76-XX
Classificazione delle ricerche matematiche: sezioni di livello 1

00-XX 01 03 05 06 08 | 11 12 13 14 15 16 17 18 19 20 22 | 26 28 30 31 32 33 34 35 37 39 40 41 42 43 44 45 46 47 49 | 
 51 52 53 54 55 57 58 | 60 62 65 68 | 70 74 76 78 | 80 81 82 83 85 86 | 90 91 92 93 94 97-XX
76-XX è la sigla della sezione primaria dello schema di classificazione
MSC dedicata alla meccanica dei fluidi.
La pagina attuale presenta la struttura ad albero delle sue sottosezioni secondarie e terziarie.

## 76-XX
meccanica dei fluidi
{per la meccanica generale dei continui, vedi 74Axx ed altre parti di 74-XX}
- 76-00 opere di riferimento generale (manuali, dizionari, bibliografie ecc.)
- 76-01 esposizione didattica (libri di testo, articoli tutoriali ecc.)
- 76-02 presentazione di ricerche (monografie, articoli di rassegna)
- 76-03 opere storiche {!va assegnato almeno un altro numero di classificazione della sezione 01-XX}
- 76-04 calcolo automatico esplicito e programmi (non teoria della computazione o della programmazione)
- 76-05 articoli sperimentali
- 76-06 atti, conferenze, collezioni ecc.

## 76Axx
fondamenti, equazioni costitutive, reologia
- 76A02 fondamenti di meccanica dei fluidi
- 76A05 fluidi non-Newtoniani
- 76A10 fluidi viscoelastici
- 76A15 cristalli liquidi [vedi anche 82D30]
- 76A20 pellicole sottili
- 76A25 superfluidi (aspetti classici)
- 76A99 argomenti diversi dai precedenti, ma in questa sezione

## 76Bxx
fluidi incomprimibili non viscosi
- 76B03 teoria di esistenza, unicità e regolarità [vedi anche 35R35]
- 76B07 flusso di potenziale a superficie libera
- 76B10 getti e cavità, cavitazione, teoria delle forme aerodinamiche libere, problemi di water-entry?, teoria delle airfoils e delle hydrofoils sloshing?sciabordamento
- 76B15 onde d'acqua, onde di gravità; dispersione e scattering, interazione non lineare [vedi anche 35Q30, 35Q53]
- 76B20 onde di natanti?ship
- 76B25 onde solitarie [vedi anche 35Q51]
- 76B45 capillarità (tensione superficiale) [vedi anche 76D45]
- 76B47 flussi vorticosi
- 76B55 onde interne
- 76B60 onde atmosferiche [vedi anche 86A10]
- 76B65 onde di Rossby [vedi anche 86A05, 86A10]
- 76B70 effetti di stratificazione nei fluidi non viscosi
- 76B75 controllo del flusso ed ottimizzazione [vedi anche 49Q10, 93C20, 93C95]
- 76B99 argomenti diversi dai precedenti, ma in questa sezione

## 76Dxx
fluidi viscosi incomprimibili
- 76D03 teoria di esistenza, unicità e regolarità [vedi anche 35Q30, 35Q35]
- 76D05 equazioni di Navier-Stokes [vedi anche 35Q30]
- 76D06 soluzioni statistiche delle equazioni di Navier-Stokes e delle equazioni collegate [vedi anche 60H30, 76M35]
- 76D07 flussi di Stokes e collegati (di Oseen ecc.)
- 76D08 teoria della lubrificazione
- 76D09 interazione viscoso-nonviscoso
- 76D10 teoria dello strato di contorno, separazione e ricongiungimento, effetti di ordine superiore
- 76D17 flussi vorticosi viscosi
- 76D25 scie e getti
- 76D27 altri flussi a contorno libero; flussi di Hele-Shaw
- 76D33 onde
- 76D45 capillarità (tensione superficiale) [vedi anche 76B45]
- 76D50 effetti di stratificazione in fluidi viscosi
- 76D55 controllo del flusso ed ottimizzazione [vedi anche 49Q10, 93C20, 93C95]
- 76D99 argomenti diversi dai precedenti, ma in questa sezione

## 76Exx
stabilità idrodinamica
- 76E05 flussi paralleli di taglio?
- 76E06 convezione
- 76E07 rotazione
- 76E09 stabilità di flussi non paralleli
- 76E15 instabilità assoluta e convettiva
- 76E17 stabilità all'interfaccia
- 76E19 effetti di comprimibilità
- 76E20 instabilità di flussi geofisici e flussi astrofisici
- 76E25 instabilità magnetoidrodinamica ed instabilità elettroidrodinamica
- 76E30 effetti non lineari
- 76E99 argomenti diversi dai precedenti, ma in questa sezione

## 76Fxx
turbolenza
[vedi anche 60Gxx, 60Jxx]
- 76F02 fondamentali
- 76F05 turbolenza isotropica; turbolenza omogenea
- 76F06 transizione alla turbolenza
- 76F10 flussi di taglio
- 76F20 approccio alla turbolenza mediante sistemi dinamici [vedi anche 37-XX]
- 76F25 trasporto turbolento, mescolamento?mixing
- 76F30 rinormalizzazione e altri metodi di teoria di campo [vedi anche 81T99]
- 76F35 turbolenza convettiva [vedi anche 76E15, 76Rxx]
- 76F40 strati al contorno turbolenti
- 76F45 effetti di stratificazione
- 76F50 effetti di comprimibilità
- 76F55 modellizzazione statistica della turbolenza [vedi anche 76M35]
- 76F60 modellizzazione k-ϵ
- 76F65 simulazione della turbolenza numerica diretta e mediante grandi turbini
- 76F70 controllo di flussi turbolenti
- 76F99 argomenti diversi dai precedenti, ma in questa sezione

## 76Gxx
aerodinamica generale e flussi subsonici
- 76G25 aerodinamica generale e flussi subsonici
- 76G99 argomenti diversi dai precedenti, ma in questa sezione

## 76Hxx
flussi transonici
- 76H05 flussi transonici
- 76H99 argomenti diversi dai precedenti, ma in questa sezione

## 76Jxx
flussi supersonici
- 76J20 flussi supersonici
- 76J99 argomenti diversi dai precedenti, ma in questa sezione

## 76Kxx
flussi ipersonici
- 76K05 flussi ipersonici
- 76K99 argomenti diversi dai precedenti, ma in questa sezione

## 76Lxx
onde d'urto ed onde a raffica?blast [vedi anche 35L67]
- 76L05 onde d'urto ed onde a raffica?blast [vedi anche 35L67]
- 76L99 argomenti diversi dai precedenti, ma in questa sezione

## 76Mxx
metodi di base in meccanica dei fluidi
[vedi anche 65-XX]
- 76M10 metodi degli elementi finiti
- 76M12 metodi di volumi finiti
- 76M15 metodi degli elementi al contorno
- 76M20 metodi alle differenze finite
- 76M22 metodi spettrali
- 76M23 metodi di vortice
- 76M25 altri metodi numerici
- 76M27 algoritmi di visualizzazione
- 76M28 metodi di particelle e metodi di gas reticolare
- 76M30 metodi variazionali
- 76M35 analisi stocastica
- 76M40 metodi di variabile complessa
- 76M45 metodi asintotici, perturbazioni singolari
- 76M50 omogeneizzazione
- 76M55 analisi dimensionale e similarità
- 76M60 analisi di simmetria, metodi di gruppi ed algebre di Lie
- 76M99 argomenti diversi dai precedenti, ma in questa sezione

## 76Nxx
fluidi comprimibili e dinamica dei gas, in generale
- 76N10 teoria di esistenza, unicità e regolarità [vedi anche 35L60, 35L65, 35Q30]
- 76N15 dinamica dei gas, in generale
- 76N17 interazione viscoso - non viscoso
- 76N20 teoria dello strato di contorno
- 76N25 controllo del flusso ed ottimizzazione
- 76N99 argomenti diversi dai precedenti, ma in questa sezione

## 76Pxx
flussi di gas rarefatti, equazione di Boltzmann [vedi anche 82B40, 82C40, 82D05]
- 76P05 flussi di gas rarefatti, equazione di Boltzmann [vedi anche 82B40, 82C40, 82D05]
- 76P99 argomenti diversi dai precedenti, ma in questa sezione

## 76Qxx
idroacustica ed aeroacustica
- 76Q05 idroacustica ed aeroacustica
- 76Q99 argomenti diversi dai precedenti, ma in questa sezione

## 76Rxx
diffusione e convezione
- 76R05 convezione forzata
- 76R10 convezione libera
- 76R50 diffusione [vedi anche 60J60]
- 76R99 argomenti diversi dai precedenti, ma in questa sezione

## 76Sxx
flussi in mezzi porosi; filtrazione; gocciolamento?seepage
- 76S05 flussi in mezzi porosi; filtrazione; gocciolamento?seepage
- 76S99 argomenti diversi dai precedenti, ma in questa sezione

## 76Txx
flussi bifase e multifase
- 76T10 flussi bifase liquido-gas, flussi con bolle
- 76T15 flussi bifase polvere-gas
- 76T20 sospensioni
- 76T25 flussi granulari [vedi anche 74A60, 74C99, 74E20]
- 76T30 flusso a tre o più componenti
- 76T99 argomenti diversi dai precedenti, ma in questa sezione

## 76Uxx
fluidi rotanti
- 76U05 fluidi rotanti
- 76U99 argomenti diversi dai precedenti, ma in questa sezione

## 76Vxx
effetti di reazione nei fluidi [vedi anche 80A32]
- 76V05 effetti di reazione nei fluidi [vedi anche 80A32]
- 76V99 argomenti diversi dai precedenti, ma in questa sezione

## 76Wxx
magnetoidrodinamica ed elettroidrodinamica
- 76W05 magnetoidrodinamica ed elettroidrodinamica
- 76W99 argomenti diversi dai precedenti, ma in questa sezione

## 76Xxx
flusso di gas ionizzato nei campi elettromagnetici; flusso plasmico [vedi anche 82D10]
- 76X05 flusso di gas ionizzato nei campi elettromagnetici; flusso plasmico [vedi anche 82D10]
- 76X99 argomenti diversi dai precedenti, ma in questa sezione

## 76Yxx
idrodinamica quantistica ed idrodinamica relativistica [vedi anche 82D50, 83C55, 85A30]
- 76Y05 idrodinamica quantistica ed idrodinamica relativistica [vedi anche 82D50, 83C55, 85A30]
- 76Y99 argomenti diversi dai precedenti, ma in questa sezione

## 76Zxx
meccanica dei fluidi biologici
[vedi anche 74F10, 74L15, 92Cxx]
- 76Z05 flussi fisiologici [vedi anche 92C35]
- 76Z10 biopropulsione in acqua ed in aria
- 76Z99 argomenti diversi dai precedenti, ma in questa sezione